# Hisarlık
Hisarlık of Hissarlik is een 15 meter hoge kunstmatige heuvel die aan de rand van de ruïne Troje (Turks: "Truva") ligt, ten westen van het dorpje Tevfikiye in de Turkse provincie Çanakkale. Het ligt op ongeveer 6,5 km van de Egeïsche Zee en even ver van de Dardanellen in wat historisch Anatolië heette, en nu deel uitmaakt van Turkije. Op 5 km afstand bevinden zich de resten van het oudere Kumtepe.

## Achtergrond
De heuvel bevat minstens twaalf lagen die stammen uit verschillende perioden over een tijdspanne van ongeveer 3500 jaar. De jongste laag stamt uit de Romeinse tijd. De oudste lagen zijn Troje I-III; daarna volgen Troje IV-V, Troje VI-VII en Troje VIII-X.
Hisarlık werd aanvankelijk gedacht de homerische stad van koning Menelaos te herbergen. De heuvel bleek echter historische overblijfselen uit andere tijdperken te bevatten. (niveau II in de afbeelding). Troje zelf was dieper en iets verderop (niveau VI/VIIa) gelegen.

## Varia
Terwijl het hier dus om een archeologische heuvel gaat, zijn in Turkije meerdere plaatsen met dezelfde naam, te weten Hisarlık, een plaatsje in het district Geyve, Sakarya provincie; en Hisarlık, een gehucht in het district Bayındır, İzmir provincie.